# Гоар (царь аланов)
Го́ар (лат. Goar, греч. Γώαρ; умер не ранее 448) — царь галльских аланов (410 — между 448 и 451).

## Биография
Основными нарративными источниками о Гоаре и подвластных ему аланах являются сведения, содержащиеся в позднеантичных хрониках (например, в труде Олимпиодора Фиванского и Галльской хронике 452 года), «Истории франков» Григория Турского и «Житии святого Германа Осерского» Констанция Лионского.
Исторические источники ничего не сообщают о происхождении и родственных связях Гоара с другими правителями аланов, упоминаемыми в начале V века. Первое по времени действия описание связанного с Гоаром события находится в труде Григория Турского. Этот историк VI века, ссылаясь на несохранившуюся до наших дней работу Рената Профутура Фригерида, сообщал, что Гоар с частью аланов отделился от орды царя Респендиала и поступил на службу к римлянам. Вероятно, это произошло в 410 году, хотя существует мнение, что это событие могло произойти и до того, как аланы, вандалы и свевы в декабре 406 года вторглись на земли Западной Римской империи. В качестве федератов аланы Гоара были поселены императором Гонорием в окрестностях Майнца.
Однако уже в 411 году Гоар и король бургундов Гундахар подняли мятеж против Гонория, провозгласив новым римским императором самого богатого на тот момент галльского магната Иовина. К мятежникам присоединился и король вестготов Атаульф, вместе с которым Гоар в 412 году участвовал в осаде Арля. Однако между Иовином и Атаульфом вскоре возникли серьёзные разногласия, приведшие в 413 году к гибели узурпатора. Неизвестно, на чьей стороне в этом конфликте был Гоар: возможно, что к этому времени он уже мог покинуть Иовина и не участвовать в дальнейшем противостоянии Атаульфа и римлян. Больше о жизни Гоара в период 410—430-х годов достоверных сведений нет. Предположение некоторых историков о том, что Гоар идентичен анонимному царю аланов, который в 414 году помог Паулину из Пеллы отстоять во время осады Атаульфом город Базас, вероятно, является ошибочным.
Следующее свидетельство о Гоаре датировано уже 442 годом, когда magister militum Флавий Аэций предоставил его аланам для расселения земли в окрестностях Орлеана. Вероятно, таким образом Аэций намеревался контролировать ситуацию в Арморике, где назревало новое восстание багаудов, и сдерживать расширение владений вестготов на области севернее реки Луары. Так же как и расселённые в 440 году в окрестностях Валанса аланы Самбиды, люди Гоара получили право на изъятие от половины до двух третей земель, находившихся во владении у местных собственников. Это вызвало недовольство среди здешних магнатов, попытавшихся отстоять свои земли с помощью оружия. Однако аланы без особого труда сумели подавить их выступление и занять отведённые им территории. На основании анализа топонимов историки пришли к выводу, что основной областью расселения аланов были земли от Орлеана на юге до Аллен-Мервилье на севере, и что бо́льшая часть живших здесь галло-римлян была изгнана аланами в другие районы Галлии.
В 447—448 годах в Арморике под руководством Тибаттона произошло новое восстание багаудов. Аэций приказал Гоару подавить мятеж, дав разрешение аланам конфисковывать в свою пользу всё имущество тех, кого они посчитают причастным к этим беспорядкам. Узнав о приближении римского войска, армориканцы обратились за защитой к епископу Осера святому Герману, который поспешил вмешаться в конфликт, вступив в переговоры с царём аланов. Житие святого, составленное около 480 года, описывает Гоара как «свирепейшего царя аланов», стоявшего во главе «закованной в железо конницы». После долгих переговоров Гоар, прислушавшись к призывам Германа прекратить кровопролитие, согласился временно приостановить военные действия, дав епископу возможность ходатайствовать перед Аэцием и Галлой Плацидией о прощении местного населения. Святой немедленно отправился в Равенну, но так ничего и не добившись от римских властей, скоропостижно здесь скончался. Не получив никаких известий от Германа, Гоар возобновил военные действия против армориканцев и вскоре подавил мятеж.
Участие в походе на багаудов — последнее известие о Гоаре, содержащееся в источниках. Так как отсутствуют какие-либо сообщения о дате его смерти, то предполагается, что вскоре после этого Гоар, возможно, из-за старости, был лишён царского титула. Новым правителем орлеанских аланов стал Сангибан, упоминающийся в этом качестве в 451 году.
Некоторые из историков предполагают, что в бретонских легендах о короле Артуре могли найти отражение воспоминания жителей Арморики о Гоаре и его тяжеловооружённом конном войске.